# 大分県の高校相撲部出身の一覧
大分県の高校相撲部出身の一覧は、大分県の高校相撲部出身の大相撲力士に関する一覧である。

## 宇佐産業科学高校
- 垣添徹（小結・武蔵川部屋→藤島部屋）
- 松鳳山裕也（小結・松ヶ根部屋→二所ノ関部屋→放駒部屋）

## 海洋科学高校
- 玉響克己（幕内・二所ノ関部屋）
- 板井圭介（小結・大鳴戸部屋）

## 中津東高校
- 谷嵐久（幕内・時津風部屋）
- 嘉風雅継（関脇・尾車部屋）

## 中津南高校
- 豊國範（小結・時津風部屋）

## 日田林工高校
- 琴太豪晃匡（幕下・佐渡ヶ嶽部屋）